# 法伊莱讷穆尔
法伊莱讷穆尔（法語：Faÿ-lès-Nemours，法語發音：[faj lɛ nəmuʁ] ⓘ，意为“讷穆尔附近的法伊”）是法国塞纳-马恩省的一个市镇，属于枫丹白露区。

## 地理
法伊莱讷穆尔（48°13'53"N, 2°40'26"E）面积7.78 平方千米，位于法国法蘭西島大區塞纳-马恩省，该省份为法国北部内陆省份，北起瓦兹省，西接埃松省、马恩河谷省、塞纳-圣但尼省和瓦兹河谷省，南至卢瓦雷省，东南接约讷省，东临马恩省和奥布省，东北接埃纳省。
与法伊莱讷穆尔接壤的市镇（或旧市镇、城区）包括：圣皮埃尔莱讷穆尔、奥尔梅松、欧费维尔、卢万河畔巴尼欧、布格利尼、沙特努瓦。
法伊莱讷穆尔的时区为UTC+01:00、UTC+02:00（夏令时）。

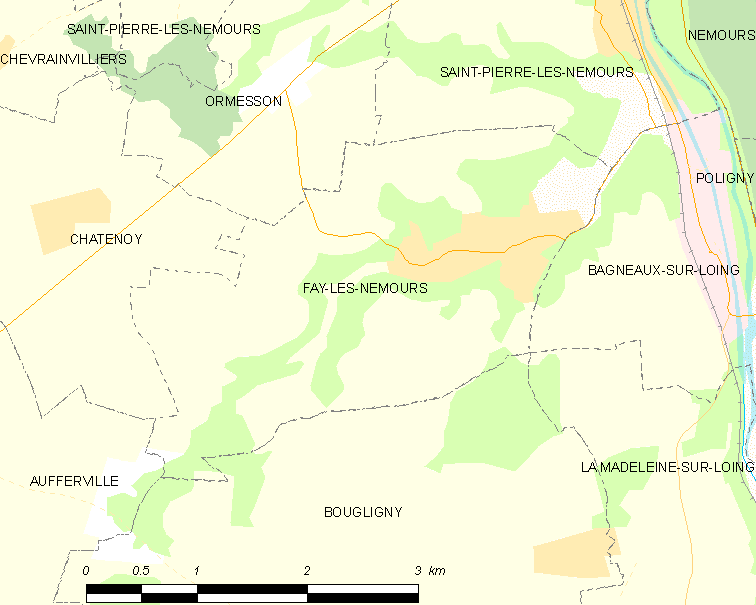
法伊莱讷穆尔的OSM定位图

## 行政
法伊莱讷穆尔的邮政编码为77167，INSEE市镇编码为77178。

## 政治
法伊莱讷穆尔所属的省级选区为讷穆尔县。

## 人口

1962-2008年间法伊莱讷穆尔人口变化图示

法伊莱讷穆尔于2022年1月1日时的人口数量为498人。